# آرم بيج.ليتل
آرم بيج.ليتل (بالإنجليزية: ARM big.LITTLE)‏ هي معمارية غير متجانسة، طُوِّرت من قِبَل شركة آرم القابضة، وتستخدم أنواعًا مختلفة من المعالجات: معالجات LITTLE الصغيرة المصممة لتحقيق أقل استهلاك للطاقة، ومعالجات big الكبيرة المصممة لتحقيق أداء حاسوبي عالٍ وقوي.

## المزايا والفوائد
وفقًا للموقع الرسمي، فإن فوائد هذه المعمارية ومزاياها هي:
- تستغل معالجة آرم بيج.ليتل من تنوع الأداء الذي تتطلبه الأجهزة الذكية من خلال الجمع بين معالجين مختلفين تمامًا في نظام على رقاقة واحد.

- المعالج الكبير مُصمم لتقديم أقصى أداء ممكن مع البقاء ضمن حدود استهلاك الطاقة المسموح بها في الأجهزة المحمولة.

- المعالج الصغير مصمم ليكون عالي الكفاءة من حيث استهلاك الطاقة، وقادرًا على التعامل مع معظم المهمات، عدا تلك ذات الفترات القصيرة والتي تتطلب أداءً عاليًا جدًا.

- تقوم البرمجيات المخصصة لمعمارية big.LITTLE بإدارة توزيع المهمات تلقائيًا على الأنوية المناسبة في وحدة المعالجة المركزية، ويكون نظام التشغيل على دراية مباشرة بوجود أنوية عالية الأداء وأخرى عالية الكفاءة في استهلاك الطاقة في النظام، فيقوم بتخصيص كل مهمة إلى النواة الأنسب لها ديناميكيًّا؛ حسب مستوى الأداء المطلوب.

## أوضاع التشغيل
تدعم معمارية ARM big.LITTLE عدة نماذج مختلفة لتشغيل المعالجات، تتيح توزيع الأحمال بين الأنوية الكبيرة (ذات الأداء العالي) والأنوية الصغيرة (ذات الكفاءة في استهلاك الطاقة) وفقًا لمتطلبات النظام، وتتمثل أبرز أوضاع التشغيل فيما يلي:

### نموذج الترحيل
يعتمد هذا النموذج على إقران كل نواة كبيرة بنواة صغيرة تعمل على نفس مجموعة التعليمات، وعندما ترتفع الحاجة إلى الأداء، يتم نقل المهمة الجارية من النواة الصغيرة إلى النواة الكبيرة، مع الحفاظ الكامل على السياق البرمجي، وعندما تقل الحاجة إلى الأداء، يمكن للنظام إعادة نقل المهمة إلى النواة الصغيرة لتوفير الطاقة. يدعم هذا النموذج الإيقاف المؤقت للنوى غير المستخدمة لتقليل استهلاك الطاقة، ويتميز ببساطته واعتماده الواسع، ولا يتطلب تعديلات جذرية في نواة نظام التشغيل.

### نموذجالمعالجة متعددة الأنوية
وهو النموذج الأكثر مرونة؛ حيث يُسمح بتشغيل جميع الأنوية في آنٍ واحد، دون الحاجة إلى إقران النوى الكبيرة والصغيرة، ويتولى نظام التشغيل توزيع المهمات على النوى المختلفة بناءً على متطلبات الأداء واستهلاك الطاقة لكل مهمة.
وعلى عكس نموذج الترحيل، يسمح هذا النموذج بتكوينات غير متماثلة في عدد الأنوية، مثل ثلاث نوى صغيرة ونواتين كبيرتين، وعلى الرغم من أنه يوفر أداءً أعلى وتوزيعًا ديناميكيًا أفضل للمهمات، إلا أنه يتطلب تعديلات متقدمة في نواة نظام التشغيل، خاصة عند استخدامه مع أنظمة مثل لينكس.